# Glacier Liadov
Le glacier Liadov est un glacier s'épanchant vers le nord-est de la péninsule Harris dans l'anse Brahms, sur l'île Alexandre-Ier, en Antarctique.
Le glacier a ainsi été nommé par l'Académie des sciences de Russie en 1987 en l'honneur du compositeur russe Anatoli Liadov.